# Георги Коцев
Георги Коцев Илиев е български революционер, деец на Вътрешната македоно-одринска революционна организация.

## Биография
Роден е през 1886 година в светиврачкото село Дебрене в семейството на Коце Илиев, активен участник в българската църковна борба и един от първите дейци на ВМОРО в региона. Георги Коцев учи в Солунската българска мъжка гимназия, където е привлечен в революционната организация. След Солунските атентати през април 1903 година, Георги Коцев е арестуван и лежи два месеца в затвор. След освобождението си се включва в подготовката на въстание. Коцев става един от най-близките хора на лидера на Серския революционен комитет Яне Сандански.
След Младотурската революция в 1908 година, Коцев се легализира и подпомага Сандански при изграждането на Народната федеративна партия (българска секция). С помощта на Сандански Коцев става общински съветник в Мелник, като се стреми да укрепи българското просветно дело в града и в околията чрез отваряне на нови училища и осигуряване на издръжката на съществуващите.
През октомври 1912 година е заловен от турците, заедно с други видни българи от околията. Преди да бъде екзекутиран успява да се откъсне от веригата и да се спаси. Участва в Балканската война от 1912 - 1913 година. След освобождението на Мелник е избран за пръв български кмет на града.
През Септемврийското въстание в 1923 година укрива в дома си комунистически въстаници. Подпомага строежа на читалището „Отец Паисий“ и Ловния дом в Свети Врач, както и училището в Дебрене. Участва в учредяването на Популярната банка в Свети Врач, на Пчеларо-овощарското дружество в Дебрене и на Водния синдикат в Лешница.
Георги Коцев е автор на ценни спомени – „Из забравеното героично минало на Мелник и Свети Врач“, публикувани през 2017 година от издателска къща „Синева“.